# Мойинкум (Мойинкумський район)
Мойинку́м (каз. Мойынқұм) — село, центр Мойинкумського району Жамбильської області Казахстану. Адміністративний центр та єдиний населений пункт Мойинкумського сільського округу.
Село засноване 1898 року російським купцем Федором Гуляєвим і названий Гуляєвкою. Пізніше назва була змінена на Фурмановку, а з 1997 року село має сучасну назву.
Населення — 8895 осіб (2021; 8463 у 2009, 8739 у 1999, 10240 у 1989).